# Триренийвольфрам
Триренийвольфрам — бинарное неорганическое соединение
рения и вольфрама
с формулой Re3W,
кристаллы.

## Получение
- Сплавление стехиометрических количеств чистых веществ:

{\displaystyle {\mathsf {3Re+W\ {\xrightarrow {2125^{o}C}}\ Re_{3}W}}}

## Физические свойства
Триренийвольфрам образует кристаллы
кубической сингонии,
пространственная группа I 43m,
параметры ячейки a = 0,9588 нм, Z = 14,5,
структура типа марганца α-Mn
.
Соединение образуется по перитектической реакции при температуре 2125°C .
В соединении обнаружены две фазы, которые переходят в сверхпроводящее состояние при температурах 9 К и 7 К .